# Corpus der barocken Deckenmalerei in Deutschland
Das Corpus der barocken Deckenmalerei in Deutschland (CbDD) ist ein Forschungsprojekt im Akademienprogramm der Union der Deutschen Akademien der Wissenschaften. Ziel des Projekts ist es, die Decken- und Wandmalerei aus der Zeit zwischen etwa 1550 und 1800 in der Bundesrepublik Deutschland zu erforschen, in Form eines Corpuswerks zu dokumentieren und zu präsentieren. Das Projekt wird von der Bayerischen Akademie der Wissenschaften in München betreut.
Insgesamt umfasst das Corpus über 4000 erhaltene und rekonstruierbare Kunstdenkmäler, die seit Projektbeginn erfasst, dokumentiert und kunsthistorisch analysiert werden.

## Geschichte
Gegründet wurde das gleichnamige Vorgängerprojekt des CbDD im Jahr 1966 von Hermann Bauer und Bernhard Rupprecht an der Ludwigs-Maximilians-Universität. Die DFG förderte das Projekt von 1976 bis 2011. Insgesamt erschienen in dem Zeitraum 15 Bände, in denen alle barocken Deckenfresken im Raum Oberbayern in Form von Texten und Fotografien erfasst wurden.
Nach 2010 stand das Projekt zeitweise in Frage. Frank Büttner, der Leiter des Projekts von 1994 bis 2015, sowie Stephan Hoppe und Christian Bracht erreichten im Oktober 2014 eine langfristige finanzielle Förderung des Nachfolgeprojekts aus dem Akademienprogramm für weitere 25 Jahre.
Damit startete die Entwicklung einer frei zugänglichen Datenbank, die seit 2019 die Texte und Bilder im Internet zur Verfügung stellt.

## Organisation
Seit dem Beginn des Langzeit-geförderten Programms am 1. April 2015 wird das Projekt von Stephan Hoppe geleitet und verfügt über zwei Arbeitsstellen:
- Arbeitsstelle am Deutschen Dokumentationszentrum für Kunstgeschichte – Bildarchiv Foto Marburg unter Hubert Locher, wo vor allem die technische Seite der Datenbank und Bildinhalte erstellt werden
- Arbeitsstelle am Institut für Kunstgeschichte der Ludwig-Maximilians-Universität München mit einem Fokus auf Textinhalte und geleitet durch den Projektkoordinator Matteo Burioni.

## Publikationen
Corpus der barocken Deckenmalerei in Deutschland: Regierungsbezirk Oberbayern. Publizierte Bände des Vorgängerprojekts:
- Band 1: Die Landkreise Landsberg am Lech, Starnberg, Weilheim-Schongau. Hirmer, München 1976, ISBN 978-3-7991-5737-7 (dnb.de).
- Band 2: Die Landkreise Bad Tölz-Wolfratshausen, Garmisch-Partenkirchen, Miesbach. Hirmer, München 1981, ISBN 978-3-7991-5834-3 (dnb.de).
- Band 3: Teil 1: Stadt und Landkreis München. Sakralbauten. Hirmer, München 1987, ISBN 978-3-7991-6111-4 (dnb.de).
- Band 3: Teil 2: Stadt und Landkreis München. Profanbauten. Hirmer, München 1989, ISBN 978-3-7991-6358-3 (dnb.de).
- Band 4: Landkreis Fürstenfeldbruck. Hirmer, München 1995, ISBN 978-3-7774-6310-0 (dnb.de).
- Band 5: Landkreis Dachau. Hirmer, München 1996, ISBN 978-3-7774-6320-9 (dnb.de).
- Band 6: Stadt und Landkreis Freising. Hirmer, München 1998, ISBN 978-3-7774-7590-5 (dnb.de).
- Band 7: Landkreis Erding. Hirmer, München 2001, ISBN 978-3-7774-7830-2 (dnb.de).
- Band 8: Landkreis Mühldorf am Inn. Hirmer, München 2002, ISBN 978-3-7774-9430-2 (dnb.de).
- Band 9: Landkreis Altötting. Hirmer, München 2003, ISBN 978-3-7774-9690-0 (dnb.de).
- Band 10: Landkreis Neuburg-Schrobenhausen. Hirmer, München 2005, ISBN 978-3-7774-2365-4 (dnb.de).
- Band 11: Landkreis Traunstein. Hirmer, München 2005, ISBN 978-3-7774-2695-2 (dnb.de).
- Band 12: Teil 1: Stadt und Landkreis Rosenheim. Hirmer, München 2006, ISBN 978-3-7774-3355-4 (dnb.de).
- Band 12: Teil 2: Stadt und Landkreis Rosenheim. Hirmer, München 2006, ISBN 978-3-7774-3355-4 (dnb.de).
- Band 13: Landkreis Eichstätt. Hirmer, München 2008, ISBN 978-3-7774-4475-8 (dnb.de).
- Band 14: Landkreis Ingolstadt; Landkreis Pfaffenhofen. Hirmer, München 2010, ISBN 978-3-7774-3001-0 (dnb.de).
- Gesamtindex: Freistaat Bayern, Regierungsbezirk Oberbayern. Hirmer, München 2010, ISBN 978-3-7774-3001-0 (dnb.de).